# Захарова Юлія Сергіївна
Юлія Сергіївна Захарова (рос. Юлия Сергеевна Захарова; нар. 28 липня 1980, Тула) — російська актриса театру і кіно.

## Біографія
Юлія Сергіївна Захарова народилася в сім'ї тульських інженерів. Вона відвідувала драмгурток міського Палацу піонерів. Юлія закінчила Тульську класичну гімназію № 1, потім вчилася на філолога, а в 2002 році закінчила Російський інститут театрального мистецтва (курс Андрія Гончарова).
Із 2000 року була в театрі імені Маяковського, а з 2003 року перейшла в театр імені Гоголя.
У 2006—2012 роках грала одну з головних ролей (Олена Степанова/Олена Поліно) у російському серіалі «Щасливі разом».

### Особисте життя
Жила фактичним шлюбом із московським режисером Костянтином, потім (2014—2017) із співаком і музикантом Олександром Дороніним
У 2018 році в ЗМІ обговорювався її невеликий конфлікт з Іриною Безруковою.

## Телебачення
- Анекдоти на ТНТ[8]

## Фільмографія
- 2003 — Пан або пропав — епізод
- 2004 — Бальзаківський вік, або Всі чоловіки сво… — епізод
- 2005 — Аеропорт — екскурсантка
- 2005 — Алька — санітарка в дивізії
- 2006—2012 — Щасливі разом — Олена Степанова / Олена Поліно
- 2019 — Водяна — ім'я персонажу не вказано

## Ролі в театрі
- «Комедія про Фрола Скобєєва»
- «Прекрасна злочинниця»
- «Король бавиться»
- «Пані Метелиця»
- «По щучому велінню»
- «Приворотне зілля»
- «Роман із кокаїном»